# Xi Jinping
Xi Jinping (习近平; Xí Jìnpíng), född 15 juni 1953 i Peking, är Folkrepubliken Kinas högste ledare. Han blev generalsekreterare för Kinas kommunistiska parti och ordförande för den Centrala militärkommissionen den 15 november 2012 och utnämndes till Folkrepubliken Kinas president den 14 mars 2013.
År 2018 rankade Forbes Xi som världens mäktigaste person.

## Bakgrund
Xi härstammar från Shaanxi-provinsen och är yngste son till Xi Zhongxun, som var en av grundarna till den tidigare kommunistiska gerillarörelsen i provinsen och som senare blev vice premiärminister i Folkrepubliken Kina. Xi Jinping räknades därför vanligen till "kronprinsarna" bland kinesiska ledare innan han blev president.
Xi Jinping tillhör den generation av kinesiska ledare som fick ägna sig åt fysiskt arbete under kulturrevolutionen och som fick en utbildning först i reformperiodens början. Under kulturrevolutionen förlorade Xis far alla sina politiska positioner och sändes i inre exil i Henan-provinsen. Han rehabiliterades inte förrän 1980. Xi själv lyckades dock undslippa direkt förföljelse, men förvisades till byn Liangjiahe (kinesiska: 梁家河?, pinyin: Liángjiāhé) i Yanchuan härad åren 1969–75. Xi har själv sagt att denna erfarenhet var en vändpunkt i hans liv. 1975 fick Xi lämna byn då han antagits till Tsinghuauniversitetet på rekommendationer från partikadrer i byn.

## Karriär
Xi gick med i kommunistpartiets ungdomsförbund 1971 och blev medlem i Kinas kommunistiska parti 1979. Mellan 1975 och 1979 studerade Xi kemiteknik vid Tsinghuauniversitetet.
Åren 1979 till 1982 arbetade han under sin fars tidigare kollega, den tidigare ambassadören i Sverige Geng Biao, i den Centrala militärkommissionens allmänna avdelning, där han fick viss militär erfarenhet.

### Lokalpolitik (1982–1993)
Xi fick 1982 sitt första förtroendeuppdrag som vice partisekreterare i häradet Zhengding i Hebei, och befordrades bara ett år senare till fullvärdig partisekreterare i samma härad 1983. Där stannade han till 1985, då han blev vice borgmästare i den viktiga staden Xiamen i Fujian. Han besökte år 1985 staden Muscatine i Iowa under ett jordbruksprogram, där han fick flera vänner och etablerade en betydande koppling till delstaten. Fortfarande i Fujian blev han sedan 1988 partisekreterare för Ningde och därefter 1990 partisekreterare för provinshuvudstaden Fuzhou.

### Provinspolitik (1993–2007)
Xi steg upp på provinsnivå när han 1993 valdes in i styrelsen för Fujians partiavdelning och 1995 blev vice partisekreterare för provinsen, en post som han under ett år 1995–1996 höll parallellt med sina uppgifter som partisekreterare för Fuzhou. 
På partikongressen 1997 blev Xi ersättare i Centralkommittén. Han blev tillfördordnad guvernör för Fujian 1999 och sedan ordinarie guvernör 2000. Observera att en guvernör i Kina har mindre makt än provinsens partisekreterare, vilket illustreras av att Xi fortfarande bara var vice partisekreterare trots guvernörskapet.
År 2002 blev Xi ordinarie ledamot av Centralkommittén och fick slutligen en helt egen provins, då han blev partisekreterare för Zhejiang. Där stannade han till 2007 innan han fick rycka in som partisekreterare för prestigefyllda Shanghai under ett år efter en korruptionshärva i stadens partiapparat, som drabbade Jiang Zemins "Shanghai-klick" hårt.
Under sin tid som partisekreterare författade Xi en rad teoretiska arbeten, bland annat två essäer om Karl Marx' Teser om Feuerbach samt en essäsamling som gavs ut på Zhejiang People's Publishing House 2007.

### Rikspolitik (2007–2012)
Xi valdes in i Politbyråns ständiga utskott på partikongressen 2007, då han även valdes till ordförande för sekretariatet och rektor för Centrala partiskolan. Året därpå valdes han till Folkrepubliken Kinas vicepresident. Hans position stärktes ytterligare när han 2010 blev vice ordförande i både partiets och statens centrala militärkommissioner. Det var vid det laget uppenbart att partiledaren, presidenten och ordföranden i de centrala militärkommissionerna Hu Jintao utsett Xi till sin efterträdare.
Sedan Xi valdes in i politbyråns ständiga utskott har han bland annat haft det övergripande ansvaret för Olympiska sommarspelen 2008. Han besökte också Gansu- och Shaanxi-provinserna i samband med jordbävningen i Sichuan 2008.

### Högste ledare (2012–)
På Kommunistpartiets 18:e kongress 2012 valdes Xi till generalsekreterare för Kinas kommunistiska parti och ordförande i Kinas kommunistiska partis centrala militärkommission. Några månader senare valdes han av den 12:e Nationella folkkongressen (2013) till Folkrepubliken Kinas president och ordförande i Folkrepubliken Kinas centrala militärkommission. Tillsammans gör dessa fyra titlar honom till det som informellt kallas "Kinas högste ledare". Som ett sätt att stärka sin maktposition inom partiet har Xi skapat en egen klick med förtrogna partitoppar, som alla har anknytning till Xi-familjens hemprovins Shaanxi. I denna "Shaanxi-klick" ingår bland annat Wang Qishan, Yu Zhengsheng och Zhao Leji. En av Shaanxi-klickens starkaste bastioner är Folkets befrielsearmé, där Xi har nära kontakter med flera officerare på toppnivå.
Presidentposten var ursprungligen begränsad till två femåriga mandatperioder, vilket skulle tvingat Xi att avgå senast 2023. Den 13:e Nationella folkkongressen (2018) röstade dock, efter mycket kort beredning, igenom en grundlagsändring som avlägsnade mandatperiodsspärren, så att Xi efter detta teoretiskt kan väljas om till hur många femårsperioder som helst. I grundlagen lät man även skriva in begreppet "Xi Jinpings tänkande om socialism med kinesiska förtecken för en ny tidsålder" som en del av statens officiella värdegrund.
Xis slagord som ledare är "den kinesiska drömmen", en parallell till "den amerikanska drömmen". Till skillnad från den amerikanska motparten handlar den kinesiska drömmen mindre om individuellt självförverkligande utan mer om kollektivt självförverkligande och återupprättelse för hela Kina genom gemensamma ansträngningar.

#### Antikorruptionskampanj
Som högste ledare har Xi sjösatt en omfattande antikorruptionskampanj som lovar att slå till mot "både flugor och tigrar". Insatser mot korruption under tidigare ledare hade kritiserats för att i stort sett bara åtala politiker på häradsnivå ("flugor") men blunda för korruption på kommun-, provins- och nationsnivå ("tigrar"). Under Xi Jinping har ledande politiker och militärer som Zhou Yongkang, Sun Zhengcai, Xu Caihou, Guo Boxiong, och Ling Jihua avsatts från sina positioner och fängslats för olika disciplinära brott. Medan Xi har presenterat kampanjen som en ren antikorruptionskampanj så menar kritiker att politiken har syftat till att stärka Xis makt och främja en personlighetskult kring honom själv. Många av de högt uppsatta tjänstemän som har avsatts har varit anhängare till hans konkurrenter eller allierade till tidigare presidenter som Jiang Zemin eller Hu Jintao.

#### Ett bälte, en väg
Året efter att han tillträdde som president, 2013, lanserade Xi Jinping infrastrukturprojektet Ett bälte, en väg. Det omfattande projektet syftade till en början till att knyta samman Kina och Östasien med Europa genom framför allt fysisk infrastruktur, men även ekonomisk sådan. Sedan lanseringen har projektet växt och har kommit att omfatta även Afrika, Oceanien och Latinamerika. En del av projektet handlar om kinesisk utlåning till utvecklingsländer och under 2010- och 2020-talet har Kina växt till att vara en av världens största kreditgivare.

## Kontroverser
Under tiden som vicepresident fällde Xi följande kontroversiella uttalande under ett möte med utlandskineser i Mexiko i februari 2009: 
"En del dästa och sysslolösa utlänningar uttrycker sig allt för frispråkigt om våra angelägenheter. Jag har detta att säga dem: Kina sprider inte revolution. Kina sprider inte fattigdom och hunger och Kina stör inte er. Mer behöver jag inte säga."
Uttalandet censurerades bort från de statliga nyhetsmedierna efter några timmar. Nyhetsportalen Chinaelections.org ansåg att Xi Jinpings uttalande tydde på en bristande välvilja mot omvärlden och en mycket kompromisslös utrikespolitisk hållning.
Under sommaren 2017 censurerade den kinesiska staten bilder av Nalle Puh på sociala medier, eftersom vissa användare lade upp bilder och GIF:ar som visade på likheter i utseende mellan Xi Jinping och den överviktige, naive och lite korkade barnboksfiguren.

## Kritik
Enligt Reportrar utan gränser (RSF) har kontrollen av nyheter och information skärpts betydligt under Xis tid i makten. I samband med Xis första besök till Frankrike kallade RSF honom för "fiende av frihet och information".

## Familjeliv
Xi Jinping var tidigare gift med dottern till den kinesiska ambassadören i Storbritannien, ett äktenskap som slutade i skilsmässa.
Sedan 1987 är Xi gift med den militära sångartisten Peng Liyuan, som var mer känd i landet än Xi innan han befordrades till partitoppen. Paret har en dotter tillsammans, Xi Mingze, som studerat vid Harvard University.
Peng är den första presidentfru som omnämns i media som "landets första dam" (di yi furen 第一夫人), som parallell till USA:s "first lady". Mao Zedongs fru Jiang Qing var en betydande politisk personlighet under kulturrevolutionen, men Deng Xiaopings, Jiang Zemins och Hu Jintaos fruar har inte varit självständiga mediapersonligheter utan bara synts i bakgrunden bakom sina män vid vissa offentliga funktioner. Peng däremot har till och med fått separata inslag på kvällsnyheterna om vilka aktiviteter hon deltagit i när paret varit på statsbesök utomlands, vilket är ovanligt för personer som inte sitter i politbyrån eller statsrådet.[källa behövs]

## Författarskap
Den viktigaste sammanfattningen av Xis tänkande är bokverket Xi Jinping tan zhiguo lizheng (习近平谈治国理政) ["Xi Jinping om regering och styrelse"], en samling av Xis tal utgiven på ett dussintal språk av Foreign Languages Press, bland annat på engelska under titeln The Governance of China. Någon svensk utgåva finns i dagsläget inte. Verket har än så länge uppdaterats med ett nytt band vart tredje år, innehållande de viktigaste uttalanden Xi gjort sedan föregående bands utgivning.[källa behövs]
- Xi, Jinping. (2014). The Governance of China, volume 1. Beijing: Foreign Languages Press. [Samlar tal hållna 2012-2014]
- Xi, Jinping. (2017). The Governance of China, volume 2. Beijing: Foreign Languages Press. [Samlar tal hållna 2014-2017]
- Xi, Jinping. (2020). The Governance of China, volume 3. Beijing, Foreign Languages Press. [Samlar tal hållna 2017-2020]